# Carl Adolf Muhr

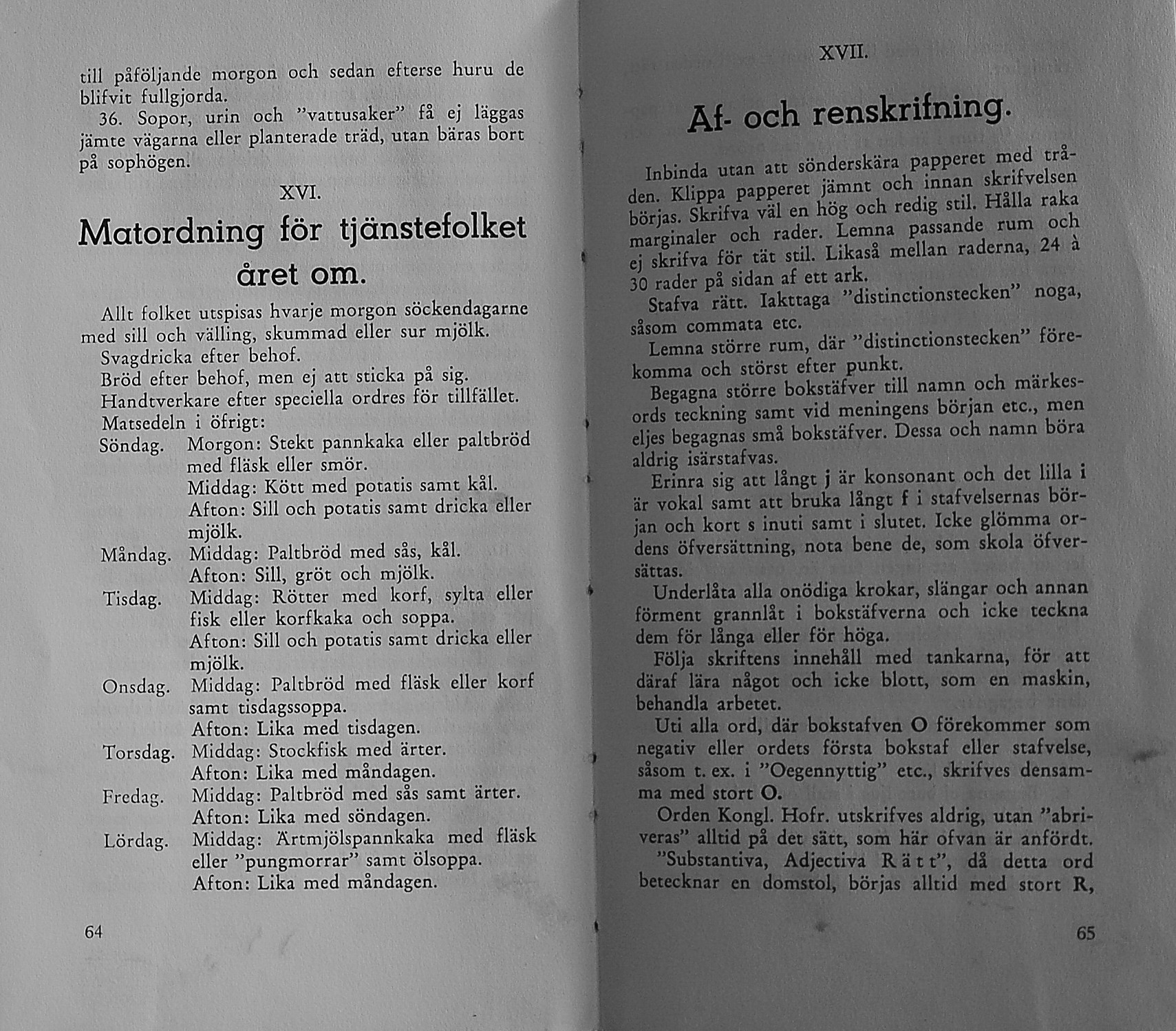
Muhrs brukskatekes med matordningen för tjänstefolket.

Carl Adolph Sigfrid Muhr född 18 augusti 1783 i Snavlunda församling, död 4 november 1839 i Ramundeboda församling (Laxå), var en svensk bruksförvaltare och handboksförfattare.
Efter avslutad skolgång arbetade han en period som bokhållare vid Körtingsberg, Muhr blev därefter elev på ett häradsskrivarkontor 1797, och var han brukselev på Ölsboda bruk, Nysund 1799. Redan 1804 blev han anställd som bruksinspektor på Ölsboda bruk. Från 1815 fram till sin död var han anställd som förvaltare på Laxå bruk.
Under studietiden vid Ölsboda bruk fick Muhr sin utbildning i brukshantering av brukspatron Elias Strokirk som  personligen intresserade sig för den ambitiöse ynglingen och lät honom ta del av den på herrgården anställda informatorns undervisning i modersmål, räkning och franska. När Strokirk avled 1811, blev Muhr ett stöd för Strokirks unge son, som övertog Ölsboda bruk. 1815 anställdes Muhr av Elias Strokirks måg dispaschören Carl Cassel som förvaltare på Laxå bruk, där driften samlats till en stor och tidsenlig bruksanläggning med ny masugn, härdar och hammarverk vid Röfors. Muhr fortsatte koncentrationen av brukets verksamheter som slutfördes 1821 med överförandet av smidet från Brattfors stångjärnssmedja till Röfors.
Muhr var speciellt intresserad av tekniska frågor, som han studerade under resor till olika bruk, och han anlitade Jernkontorets övermasmästare angående utformningen av en ny masugnen vid Röfors. 1827 utfördes i Röfors experiment, ledda av övermasmästaren J. Schedin med en "rostugn för vedflamma" avsedd för rostning av järnmalm. På grund av bruksnäringens stora behov av träkol blev skogshanteringen en viktig sida av verksamheten vid Laxå bruk, och Muhr gjorde sig känd som en föregångsman i fråga om rationell skogsdrift. Han utarbetade bland annat en skogvaktarinstruktion, som sedermera Bergsrådet i bergskollegium Carl Magnus af Robson lät trycka 1830.
Mest känd är Muhr för sin brukskatekes, en handledning Laxå contoir till minnes för bruksbetjänter. Denna användes för undervisning av unga bruksägarsöner, som inackorderades som elever på Laxå bruk, och fick i stor spridning i avskrifter bland bruken i Sverige. Första upplagan trycktes så sent som 1892. Hos den nye bruksgossen inpräntades att taga skriftligt på all ting och på eget bevåg giva skriftligt på inte. Nyttan av kunskaper i lagboken, räkning, lanthushållning, historia och geografi samt av ett spartanskt leverne inskärptes också. Brukskatekesen ger i sin detaljerade utformning – också lämplig matsedel anges – en god kulturhistorisk inblick i levnadsförhållandena på ett bruk under tidigare delen av 1800-talet.
Muhrs föräldrar var bruksinspektoren Jacob Christiernsson och Greta Lisa Egnell, som 1786 gifte sig med kronolänsmannen Carl Fredrik Muhr.
Muhrs väg i Röfors som leder fram till förvaltarbostaden Åtorp är uppkallad efter Carl Adolf Muhr.

### Fotnoter
1. ↑  Grage, Elsa-Britta: Carl Adolph Muhr i Svenskt biografiskt lexikon (1985-1987), hämtad 2015-12-07.